# Raumberg
Raumberg ist ein Ortsteil der Gemeinde Irdning-Donnersbachtal in der Obersteiermark.  Das Dorf im oberen Ennstal verfügt über 270 Einwohner und beherbergt die Höhere Bundeslehr- und Forschungsanstalt für Landwirtschaft Raumberg-Gumpenstein. Dadurch besitzt der Ort trotz seiner kleinen Einwohnerzahl einen gewissenBekanntheitsgrad.

## Schule
Die Schule steht für Kompetenz im Bereich der Landwirtschaft und des ländlichen Raumes, hat einen hohen Grad an Praxisbezug und brachte in der Vergangenheit immer wieder Persönlichkeiten im Bereich Politik und Wirtschaft hervor. Unter den Absolventen der HBFLA Raumberg sind auffallend viele Bürgermeister des ländlichen Gebietes.
Derzeit bietet die HBLFA an:
- Landwirtschaft (5 Jahre nach Hauptschule bzw. AHS-Unterstufe)
- Umwelt- und Ressourcenmanagement (5 Jahre nach Hauptschule bzw. AHS-Unterstufe)
- Aufbaulehrgang (3 Jahre nach land- und forstwirtschaftlicher Fachschule)

## Forschung
Durch die Zusammenlegung mit der Forschungsanstalt Gumpenstein am 1. Januar 2005 werden die Synergieeffekte von Lehre und Forschung bestmöglich genutzt. Die Aufgabengebiete der Forschungsanstalt Gumpenstein liegen in:
- Pflanzenbau und Kulturlandschaft
- artgemäße Tierhaltung und Tiergesundheit
- Biologische Landwirtschaft und Biodiversität der Nutztiere
- Nutztierforschung

Beide Orte, Raumberg sowie Gumpenstein gehören zur politischen Gemeinde Irdning.